# 화생방방호

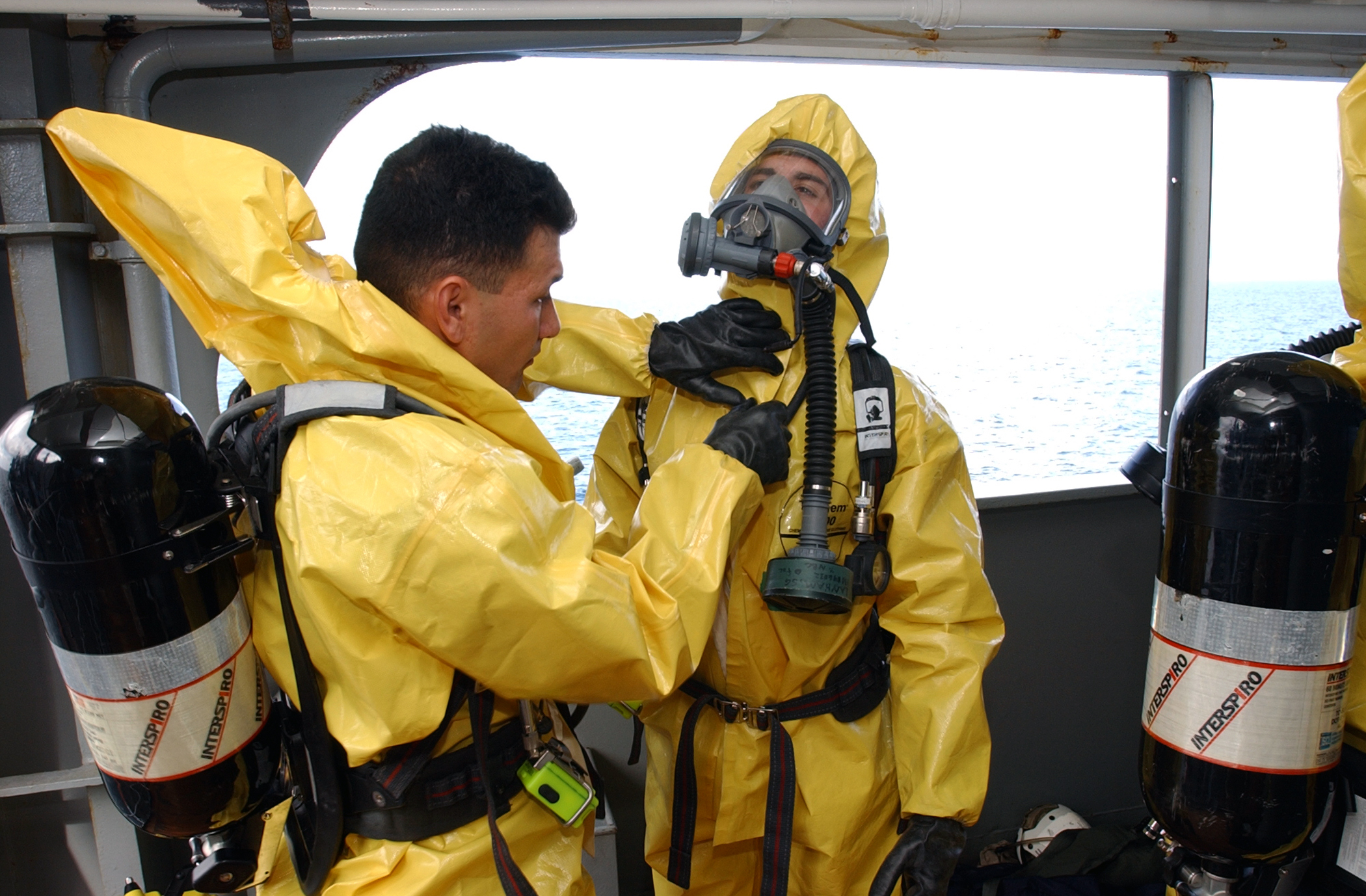
NBC(Nuclear, biological and chemical) 제거 기술자가 훈련에 참가하는 모습

화생방방호(化生放防護, 영어: Chemical, Biological, Radiological and Nuclear defense, CBRN defence)병과는 화학, 생물, 핵무기의 공격으로부터 아군을 보호하고 피해 확산을 막는 병과이다. 화생방 병과의 임무를 간략하게 설명하자면 먼저 적의 핵 및 화생방 무기 공격 시 정찰 및 인체, 장비, 지역 제독으로 아군의 생존성을 보장하며 화생방 테러 발생시 신속한 현장 출동 및 조치로 국민의 생명을 보존하고, 국가 주요행사 시 화생방 분야를 경호한다.

## CBRN 무기
CBRN 무기가 은밀히 개발·연구·실용화되어 현대 전쟁에서 사용되고 있다. 이 중 핵무기는 그 대량파괴력과 살상력으로 전쟁수단에 획기적인 변혁을 가져왔다.

### C무기
Ｃ(화학)무기는 모든 독가스와 독약제, 화학적 소이제(燒夷劑)를 포함하는 것으로서, 독가스 가운데 최루(催淚) 또는 구토 가스는 베트남 전쟁에서 비치사성(非致死性)인 것이라 하여 사용되기도 했다. 그리고 치사성의 것으로 염소계의 질식가스, 청산계의 혈액가스, 피부·눈·호흡기를 해치는 미란성 가스, 그리고 가장 무서운 것으로서 신경전도 기능을 파괴하여 호흡기 마비로 질식사 하게 하는 신경가스 등이 있다. 이 신경가스는 1m3의 공기 중에 100g을 혼합하면 여기에 접촉한 사람은 15분 후에 95%가 사망하는데, 무색무취이기 때문에 탐지하기가 어려운 데다가 피부에도 작용하므로 방독면 외에도 방독복을 착용하지 않으면 방비할 수가 없다.
베트남전에서 대량 사용된 네이팜탄은 나프타네트·팜유·중유·연·동 등을 조합한 젤리상(狀) 소이제로서, 한번 발화하면 800도의 고열을 내고 다 탈 때까지 꺼지지 않는다. 황린소이탄도 포탄·폭탄으로 사용되는데, 그 파편이 인체에 파고 들어가면 근육이나 혈액에 작용하여 죽든가, 아니면 불치(不治)의 약물중독증과 화상을 입게 된다. 이러한 것은 핵무기보다 적은 비용으로 제조할 수 있으며, 또한 대량살상의 능력을 갖는다. 또한 최근에는 정신착란가스가 등장했다. 이것은 일시적으로 인간을 무능력 또는 광인화(狂人化)시키는 것으로서 ＬＳＤ 25, 푸시로사이핀, 그리고 미육군이 ＮＺ라고 명명한 종류가 있는데 약 0.5kg의 ＬＳＤ 25로 천만 명을 광인화시킬 수 있다.

### B무기
Ｂ(생물)무기로는 박테리아·리케차·바이러스 외에 생물이 갖고 있는 독액이나 독성물질이 사용된다. 박테리아로는 티푸스균·콜레라균·페스트균으로부터 사망률 90%의 탄저균, 중독을 일으키는 포스리누스균 등이 쓰인다. 포스리누스균은 100°C에서 5시간 이상 가열하지 않으면 죽지 않는 강한 균으로서, 불과 28.4g으로 2억 2천만 명을 중독사시킬 수 있다고 한다. 리케차균은 열병을 일으키고 장기간 활동능력을 상실케 해 허약한 사람은 사망한다. 바이러스균은 성홍열·인플루엔자·천연두·앵무병(鸚鵡病) 등을 일으킨다. 뱀의 독도 독성무기로서 연구되고 있다. Ｂ무기는 대량제조가 용이하고, 무기로 사용했는지 안 했는지를 식별하기가 어렵고, 또한 잠복기를 갖는 것이 많으므로 사전 발견이 불가능하다. 또한 면역제에 내성(耐性)을 가진 균을 만들고 있기 때문에 예방도 곤란한 가장 치명적이고 비인도적인 무기이다.

### R무기
Ｒ(방사선)무기의 대표적인 것은 중성자탄(中性子彈)으로 미·소 모두 보유하고 있다. 중성자탄은 대량의 중성자와 감마선을 발생시켜 미사일의 전자장치나 핵탄두를 무력화시키고, 인간을 방사선으로 사상(死傷)시키는, 폭풍이나 열선(熱線)을 사용하지 않는 핵폭탄이다. 이것은 건축물 등은 파괴하지 않으므로 다른 ＣＢＲ무기와 같이 적지를 점령했을 경우 즉시 시설을 이용할 수 있는 이점이 있다. 중성자는 콘크리트나 탱크의 장갑판 등에도 침투하여 내부에 있는 인간만을 살상하기 때문에 방어하기 어려운 무기이다. 또한 수소탄두를 코발트 금속으로 싸서 폭발시에 나오는 강렬한 중성자를 흡수·분산시키면 반감기(半減期) 5년이라는 방사성진(放射性塵)이 되어 지표로 확산·낙하하여, 그 지역을 장기간 죽음의 세계로 만드는 코발트탄도 개발되고 있다. 그리고 이 코발트 방사능물질을 모래나 액체에 혼합하여 공중에서 살포하는 전술도 연구되고 있다. 현대의 전쟁수단 개발은 ＣＲ무기에도 나타난 바와 같이 무차별 대량살상을 그 목표로 하는 있는 점에 주목하여야 한다.

## 같이 보기
- 대량살상무기
- 핵무기